# علي أباد (ايزدخواست)
علي أباد (بالفارسية: علی‌آباد) هي منطقة سكنية تقع في إيران في الناحية المركزية, قسم ايزدخواست الريفي.